# Хотхур
Хотхур - упразднённый населённый пункт (бывшее село) в Зиминском районе Иркутской области. Входил в состав Зулумайского муниципального образования.

## История
Название Хотхур произошло от названия реки Хотхур(или в простонародье хотхурка), впадающей в реку Зима примерно в 2-х километрах к северо-западу от населённого пункта. В 1920-е-1930-е годы посёлок входил в состав Новоникольского сельсовета Зиминского района. По данным переписи 1926 года, насчитывалось 10 хозяйств, проживало 38 человек (19 мужчин и 19 женщин), преимущественно буряты. В посёлке функционировал леспромхоз, была телефонная связь, туда ходили пассажирские автобусы. В 1980-х годах вырубка леса в окрестностях Хотхура прекратилась, и посёлок опустел. Последний житель покинул населённый пункт в 1984 году. Село Хотхур 23 июня 1986 года исключено из учётных данных, как фактически не существующее в связи с выездом из него всех жителей.

## Природа
К западу от Хотхура расположен болотный комплекс Хотхурские болота, в который входят болота Онгойское, Одайское, Харашинское, Баширское, Зиминское. В 1963 году примерно в 5 километрах к западу от посёлка с целью воспроизводства, сохранения популяции и мест обитания речного бобра был создан Зулумайский бобровый заказник ,так долгое свое время занимал свой пост Александр Шепчугов(в простонароде Шепчуг),в данное время он там простой егерь,так как всю жизнь отдал природе.Главным егерем является Тимофеев Валерий (ранее был охотоведом в нукутском районе) так же в ряду находиться его племянник.. В Хотхурских болотах добываются лечебные грязи.

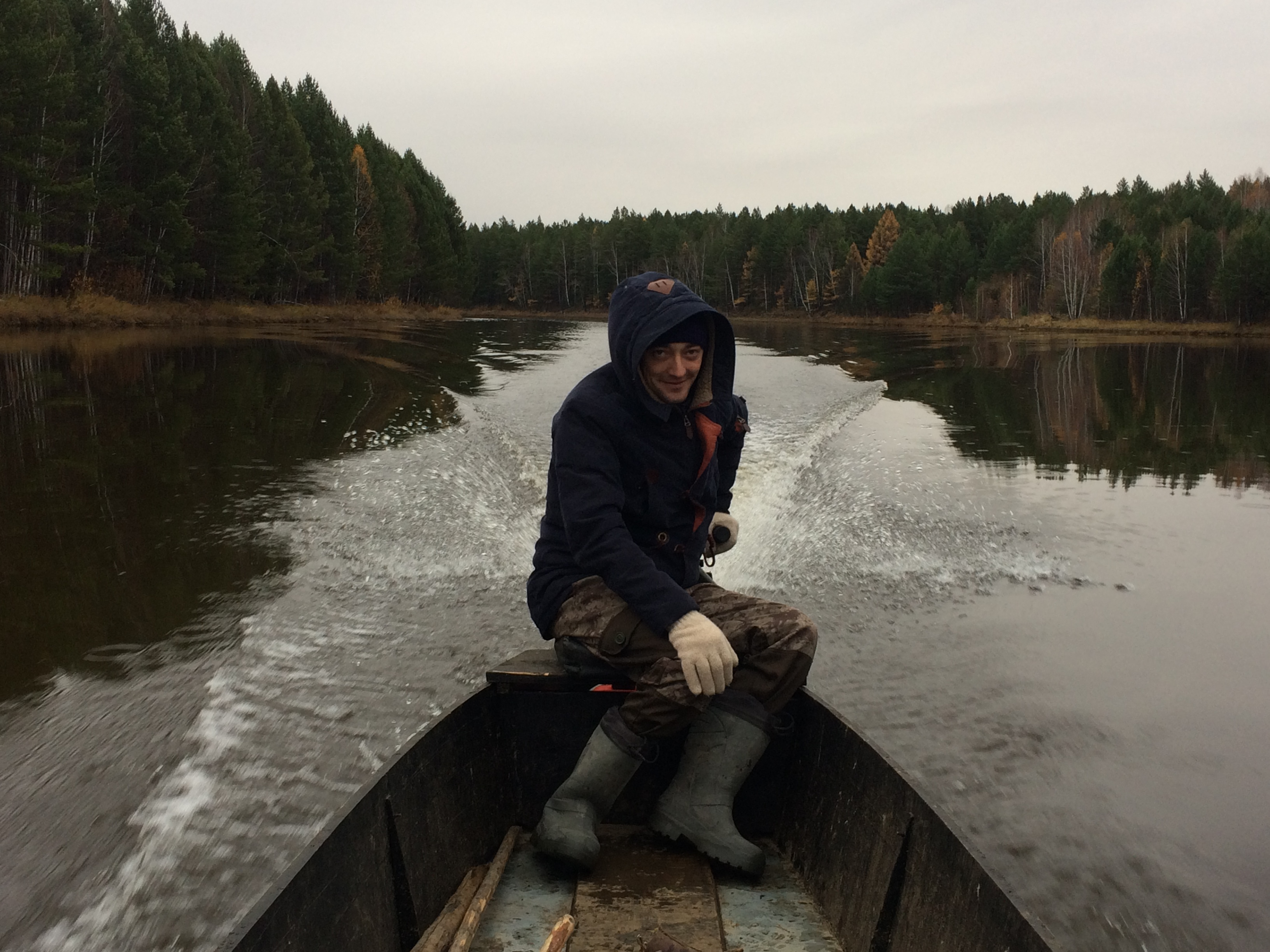
Константин

## Население
В 1984 году посёлок окончательно опустел.
Однако по словам одного из жителей села Батама в Хотхуре проживает рыбак. Зовут его Горенович Сергей, живёт ниже по реке Зима от деревни Хотхур, в зимовье вместе со своей собакой Ткачем, занимается ловлей рыбы,чем и зарабатывает себе на жизнь, как он сам говорил: ‘Я ПОВЕНЧЕН С ПРИРОДОЙ’. И всю свою сознательную жизнь занимался добычей пушных зверей и т.д., был штатным охотником,сам родом из Белоруссии, все проходящие мимо рыбаки и охотники заплывают к нему, особенно можно отметить рыбаков и охотников Сергея и Александра Гавриловых и Бичера Константина, всегда помогающие ему при встрече.